# Climat de l'Andorre
Le climat de l'Andorre est méditerranéen influencé par la haute montagne,. En effet, la principauté d'Andorre est située dans les Pyrénées entre l'Espagne et la France. Cela se traduit par des températures plus basses, davantage de neige en hiver et un taux d'humidité plus faible.

## Températures

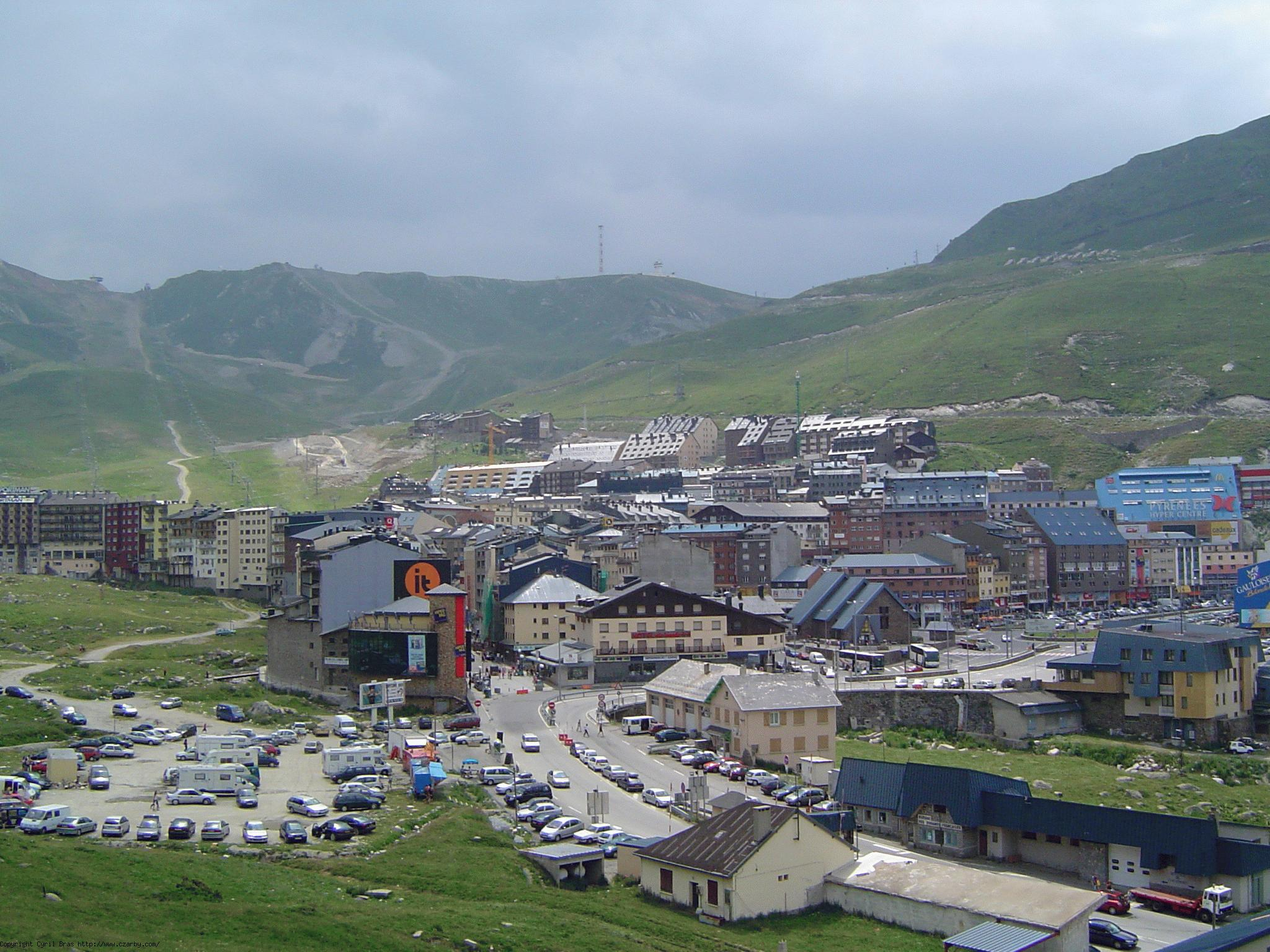
Le Pas de la Case, ville la plus froide d'Andorre

Les températures diminuent avec l'altitude. Avec une altitude moyenne aux alentours de 1900 mètres, les étés sont plus frais et les hivers plus rigoureux que dans les régions voisines. En effet les températures moyennes estivales sont inférieures à 20 °C sur la majeure partie du territoire. À l'opposé, les températures moyennes hivernales se situent aux alentours de 3 °C dans les principales vallées et sont négatives sur la plus grande partie du pays.
Les températures moyennes annuelles varient de 10,5 °C à Sant Julià de Lòria pour descendre à 5 °C au Pas de la Case (ville la plus froide d'Andorre). La moyenne annuelle des températures minimales est de 4 °C à Sant Julià de Lòria et de 0,5 °C au Pas de la Case. Tandis que la moyenne annuelle des températures maximales passe de 17 °C à Sant Julià de Lòria à 9,5 °C au Pas de la Case.

## Ensoleillement
L'ensoleillement est important avec plus de 300 jours de soleil à l'année. L'éclairement énergétique varie de 1 150 W/m2 en juin à 280 W/m2 en décembre,. Celui-ci dépend cependant grandement de l'orientation des versants des vallées.

## Précipitations

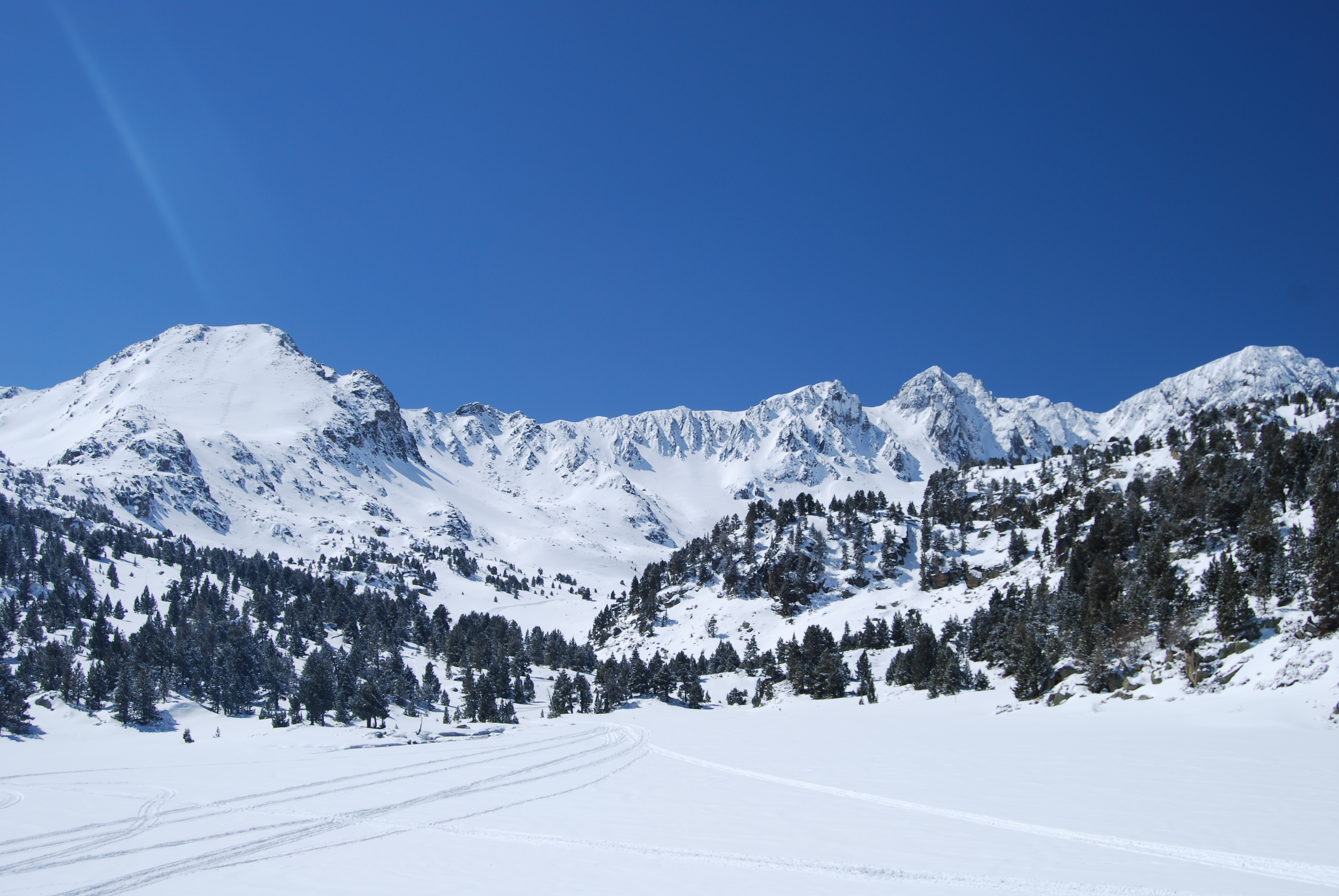
Le cirque des Pessons sous la neige

Comme sur le reste du versant sud des Pyrénées (Aragon, Catalogne occidentale, Cerdagne), le régime des précipitations en Andorre est essentiellement alimenté par les perturbations de Sud à Sud-Ouest d'origine atlantique, qui subissent une influence continentale lors de leur traversée de la péninsule ibérique et se réactivent au contact du relief pyrénéen.
La moyenne annuelle des précipitations pour l'ensemble du pays est de 1 071,9 mm. Il existe cependant des variations dans le pays. Les précipitations sont croissantes avec l'altitude et sont plus marquées au nord du pays qu'au sud. La paroisse la plus sèche est celle de Sant Julià de Lòria, tandis que celle recevant les précipitations les plus importantes est celle de Canillo. Les précipitations annuelles peuvent dépasser 1 300 mm/an sur les zones les plus élevées et même dépasser 1 400 mm/an au nord-est du pays, dans la Solana d'Andorre, située sur le versant nord des Pyrénées et sous influence atlantique. La variabilité annuelle des précipitations est cependant moins marquée au nord-est du pays qu'au sud-ouest. Elle est minimale au niveau de la capitale du pays. Les mois les plus secs sont janvier et février tandis que mai, juin et novembre sont les plus humides. Les mois d'été comportent peu de jours pluvieux, mais les précipitations y sont associées aux orages donc importantes en un court laps de temps.
La neige est présente principalement de novembre à avril mais reste jusqu'en juillet sur les plus hauts sommets. L'enneigement est maximal au mois de février.

## Stations météorologiques
Il y a trois stations météorologiques principales en Andorre enregistrant températures et précipitations depuis plus de trente ans :
- Les Escaldes à 1 140 mètres d'altitude (paroisse d'Escaldes-Engordany)
- Ransol à 1 640 mètres d'altitude (paroisse de Canillo)
- Le Pas de la Case à 2 200 mètres d'altitude (paroisse d'Encamp)

Par ailleurs il existe d'autres stations : Pal, Arcalís, Arinsal, Grau Roig, Soldeu, Engolasters, Roc Sant Pere, Envalira Salines, Sant Julià de Lòria.

## Relevés
| Mois                         | Jan | Fév | Mar | Avr | Mai  | Jun  | Jul  | Aou  | Sep  | Oct | Nov | Dec | Année |
| Températures moyennes (ºС)   | 1,2 | 2,3 | 5,7 | 8,1 | 11,4 | 15,1 | 17,8 | 17,8 | 14,6 | 9,7 | 5,2 | 2,5 | 9,3   |
| Précipitations moyennes (mm) | 44  | 42  | 62  | 64  | 89   | 99   | 86   | 97   | 93   | 73  | 65  | 65  | 879   |
| ---------------------------- | --- | --- | --- | --- | ---- | ---- | ---- | ---- | ---- | --- | --- | --- | ----- |

| Mois                         | Jan  | Fév  | Mar | Avr | Mai | Jun  | Jul  | Aou  | Sep  | Oct | Nov | Déc  | Année |
| Températures moyennes (ºС)   | −2,1 | −1,1 | 1,5 | 3,7 | 7,1 | 10,9 | 13,3 | 13,3 | 10,7 | 6,2 | 1,8 | −1,1 | 5,35  |
| Précipitations moyennes (mm) | 61   | 62   | 74  | 82  | 105 | 112  | 85   | 108  | 104  | 88  | 82  | 88   | 1051  |
| ---------------------------- | ---- | ---- | --- | --- | --- | ---- | ---- | ---- | ---- | --- | --- | ---- | ----- |